# Републикански път III-6008
Републикански път IIІ-6008 е третокласен път, част от Републиканската пътна мрежа на България, преминаващ изцяло по територията на Бургаска област. Дължината му е 16,1 km.
Пътят се отклонява надясно при 502 km на Републикански път I-6 северозападно от град Бургас и се насочва на югозапад през източната част на Бургаската низина. След като достигне до североизточния портал на Лукойл-Нефтохим завива на северозапад, преминава през село Свобода и продължава в същата посока. След разклона за град Българово остро завива на юг и в центъра на град Камено се свързва с Републикански път III-5392 при неговия 10,5 km.
| Пътища, отклоняващи се надясно (населено място, № на пътя, посока на пътя) | km   | Пътища, отклоняващи се наляво (посока на пътя, № на пътя, населено място)                  |
| -------------------------------------------------------------------------- | ---- | ------------------------------------------------------------------------------------------ |
| Община Бургас, I-6, 502 km →                                               | 0,0  | → 502 km, I-6, Община Бургас                                                               |
| Община Камено, Лукойл-Нефтохим                                             | 6    | → Лукойл-Нефтохим, общински път (за кв. „Долно Езерово“), Община Камено                    |
| с. Свобода                                                                 | 10,2 | → с. Свобода, общински път (за гр. Камено                                                  |
| (за гр. Българово) общински път ←                                          | 13,8 |                                                                                            |
| (от 33,9 km на III-539) III-5392, 10,5 km, гр. Камено → гр. Камено         | 16,1 | → гр. Камено, 10,5 km, III-5392 (до с. Братово) → гр. Камено, общински път (за с. Свобода) |